# مارگاریتا روبلس
مارگاریتا روبلس (اسپانیایی: Margarita Robles‎؛ ۲۰ مه ۱۸۹۴ – ۱۱ ژوئیه ۱۹۸۹) فیلم‌نامه‌نویس و بازیگر اهل اسپانیا بود.
از فیلم‌هایی که وی در آن‌ها نقش داشته است، می‌توان به شوهر اجاره‌ای و ابله تمام‌عیار اشاره نمود.